# Leo Maslíah
Leo Maslíah   (Montevideo, 26 de juliol de 1954) és un escriptor i músic uruguaià, autor de diferents cançons, composicions de música instrumental —clàssica i contemporània—, novel·les i obres de teatre publicades; a més, Maslíah és intèrpret professional de piano, cantautor humorístic i monologuista.
Al llarg de més de quatre dècades de carrera, Maslíah ha gravat vora cinquanta discs, l'últim dels quals són composicions pròpies per a musicar cinema mut.

## Biografia
Leo Maslíah debutà en públic l'any 1974 com a intèrpret amb un concert de Haendel per a instruments de corda i orgue i, el 1978, com a cantautor; el 1981 presentà Llanto («plany») una composició de música electroacústica a Brussel·les; i l'any 1982 actuà a Buenos Aires dins d'un cicle de música uruguaiana.
Els anys següents anà per primera volta a Santiago de Xile, on actuà com a convidat en un concurs de cançó d'autor i al Café del Cerro, on uns anys més tard enregistrà un concert editat a Xile per la discogràfica Alerce.
El 1998 compongué l'òpera Maldoror, estrenada a Buenos Aires: «A l'Uruguai encara no l'he estrenada perquè les institucions dedicades a l'òpera no tenen ni idea de en què consistix el gènere i, si eixa gent haguera estat al càrrec dels teatres europeus en els segles xviii i xix, no s'hauria estrenat cap òpera de Mozart, Verdi o Wagner.»
En 2005, la companyia de teatre valenciana Ornitorrincs estrenà l'obra homònima, que conté diàlegs i cançons de Maslíah, a més de texts de Paco Zarzoso, Jaime Pujol i Diego Braguinsky.
El 2014 publicà el disc Luna sola (amb una versió de Las hojas muertas de Jacques Prevert), la novel·la Sagrado Colegio i un llibre il·lustrat per Sanopi titulat Crucigramas; preguntat si l'humor és una cosa seriosa, respongué: «Sóc massa alié al tema com per a poder respondre.»
El 2016, en una entrevista en la ràdio xilena li preguntaren pel president uruguaià José Mujica: «Mujica és un individu que ha tingut una espècie de màrketing internacional molt actiu i molt reeixit, però lamentablement la seua presidència en Uruguai significà moltes coses molt fosques i molt pesades. (…) Realment és una figura, al meu parer, completament nefasta.»
En agost del 2019 presentà el recull de contes La bolsa de basura («la bossa del fem») a Xile i, a més, feu un parell de concerts a Santiago i a Valparaíso:
el llibre, el primer publicat per una editorial Xilena (Pez Espiral) és una antologia de cinquanta-nou relats breus en cent setanta-una planes, escrits a les acaballes del segle xx, entre els quals La cita, Cambio de cabeza o el que dona títol a l'antologia, molts dels quals ha recitat en els seus concerts.